# プラネットプラスワン
プラネットプラスワン（Planet Plus One）は、大阪府大阪市北区中崎にある名画座。プラネット・プラス・ワン、PLANET+1等とも表記される。
1995年（平成7年）12月1日に開業。1974年（昭和49年）6月に発足したプラネット映画資料図書館の運営する上映室として設立された。

## 沿革
- 1974年（昭和49年）6月 - プラネット映画資料図書館開業[3]。
- 1995年（平成7年）1月17日 - 阪神・淡路大震災の影響により映画資料図書館の営業を停止。
- 1995年（平成7年）12月1日 - プラネットプラスワンとして再開業[2]。
- 2007年（平成19年） - 大阪市北区中崎の現在地に移転[2]。

## 特徴
映画初期の海外作品や若手監督の自主制作映画等、様々なジャンルの作品をほぼ毎日配信している。
2012年には弁士の大森くみこ、キーボードの藤代敦、パーカッションの鳥飼りょうで深海無声團というグループを結成、映画創成期の無声映画に弁士や生演奏を付けた公演を2017年まで月に1回ほど行っていた。2015年に映画生誕120年を記念し「映画の樹」と題した長編シリーズを展開。シリーズ中の無声映画上映では生演奏がつけられ、週に１回ほどのペースで生演奏付きの無声映画上映を行っている。演奏はピアノの鳥飼りょうが担当している。
代表は映画プロデューサーの富岡邦彦。地獄の警備員（黒沢清監督）の脚本や山下敦弘監督作品のプロデューサー（ばかのハコ船、リアリズムの宿等）、かぞくのひけつ（小林聖太郎監督）のアソシエイトプロデューサー等を務めた人物で、シネアストオーガニゼーション大阪（CO2）の運営事務局長として映画製作のバックアップも行っている。
大阪アジアン映画祭にはシネ・ヌーヴォとともに初期の頃から参加している。富岡は映画祭のプログラマーを担当。